# Xenia mucosa
Xenia mucosa är en korallart som beskrevs av Verseveldt och Tursch 1979. Xenia mucosa ingår i släktet Xenia och familjen Xeniidae. Inga underarter finns listade i Catalogue of Life.